# Château du Vignault
Le château du Vignault est situé sur la commune de Bourbon-Lancy en Saône-et-Loire, à flanc de pente.
Il fait l’objet d’une inscription au titre des monuments historiques depuis le 29 décembre 1978.

## Historique
L'existence d'une maison forte, propriété d'Anceau li Orgens, est attestée au XIIIe siècle. En 1474 la seigneurie est entre les mains de Guichard Breschard avant d'échoir à la famille d'Ambly puis en 1578 la terre et le château sont vendus à Denis de Gévaudan qui sera bailli de Bourbon-Lancy. Son neveu Jean Boullery cède le tout à Nazaire Challemoux en 1640.
En 1756 Marguerite-Charlotte de Challemoux apporte le Vignaul' en dot à Jean-Baptiste de Folin, président à la cour des comptes de Dole ; ils vont faire abattre l'ancien château et confèrent à l'architecte Guizot, qui avait été aussi l'un des entrepreneurs du château de Saint-Aubin-sur-Loire, la construction d'une demeure dont les plans sont attribués à l'architecte Edme Verniquet. 
Aliéné comme bien national alors qu'ils ont émigré durant la Révolution française le château change plusieurs fois de propriétaire puis en 1930 est acquis par M. Claude Puzenat qui le remet en état ainsi que ses abords.
Au XXe siècle, il est la propriété de M. E.-M. Puzenat.

### Armoiries
- Challemoux : D'azur à trois gerbes d'or
- Folin : De gueules au hêtre d'or déraciné, et en pointe d'un croissant d'argent

## Architecture
Une terrasse, précédée à l'ouest par un canal qu'enjambe un pont de pierre à deux arches, s'étend devant la façade principale du château. Celui-ci consiste en un corps de logis de plan rectangulaire comprenant un rez-de-chaussée, un étage carré et un étage de comble éclairé par des œils-de-bœuf, sous un toit à croupes en ardoise. Au centre de la façade occidentale, se détache un avant-corps de trois travées, percé au rez-de-chaussée de trois portes-fenêtres en plein cintre et à l'étage de trois portes fenêtres rectangulaires donnant sur un balcon de pierre sur consoles cannelées à appui-corps en fer forgé. Cet avant-corps est couronné d'un fronton. Celui de la façade orientale est d'une seule travée à peine dégagée de l'alignement de celle-ci. Une porte en plein cintre s'ouvre au rez-de-chaussée dans un embrasure rectangulaire ; une lucarne à ailerons en plein cintre la couronne.
Un petit bâtiment carré, dont la façade est surmontée d'un grand fronton, est adossé au pignon nord. Un bandeau plat, régnant avec le sol de l'étage, ceinture tout l'édifice. Le dallage rouge et blanc du vestibule et de la salle à manger provient d'un hôtel particulier de Neuilly ; les boiseries des différentes pièces ont été exécutées par un ébéniste parisien et la rampe en fer forgé de l'escalier tournant à trois volées droites, par un artisan local en 1931 - 1932. Les taques des cheminées du salon et de la salle à manger sont aux armes des Folin et des Challemoux ; ce sont les seuls éléments encore en place du décor originel.
Le château, propriété privée, ne se visite pas.